# Strix occidentalis lucida
Existen muchas clases de búhos las cuales habitan en casi todos los lugares del planeta. Su hábitat son los árboles, praderas, rocas y zonas no habitadas. Se alimentan de otros animales vivos como: peces, insectos, ratones, lagartijas, etcétera. Estas aves son nocturnas, por lo que son excelentes cazadores en la oscuridad. Tienen mucho cuidado al intentar agarrar su presa, no hacen ni el más mínimo ruido y así la atacan, por ser aves nocturnas tienen muy desarrollado su parte visual y auditiva. 
Para reproducirse y criar a sus crías, el búho manchado del norte necesita hasta 40 hectáreas de bosque maduro.

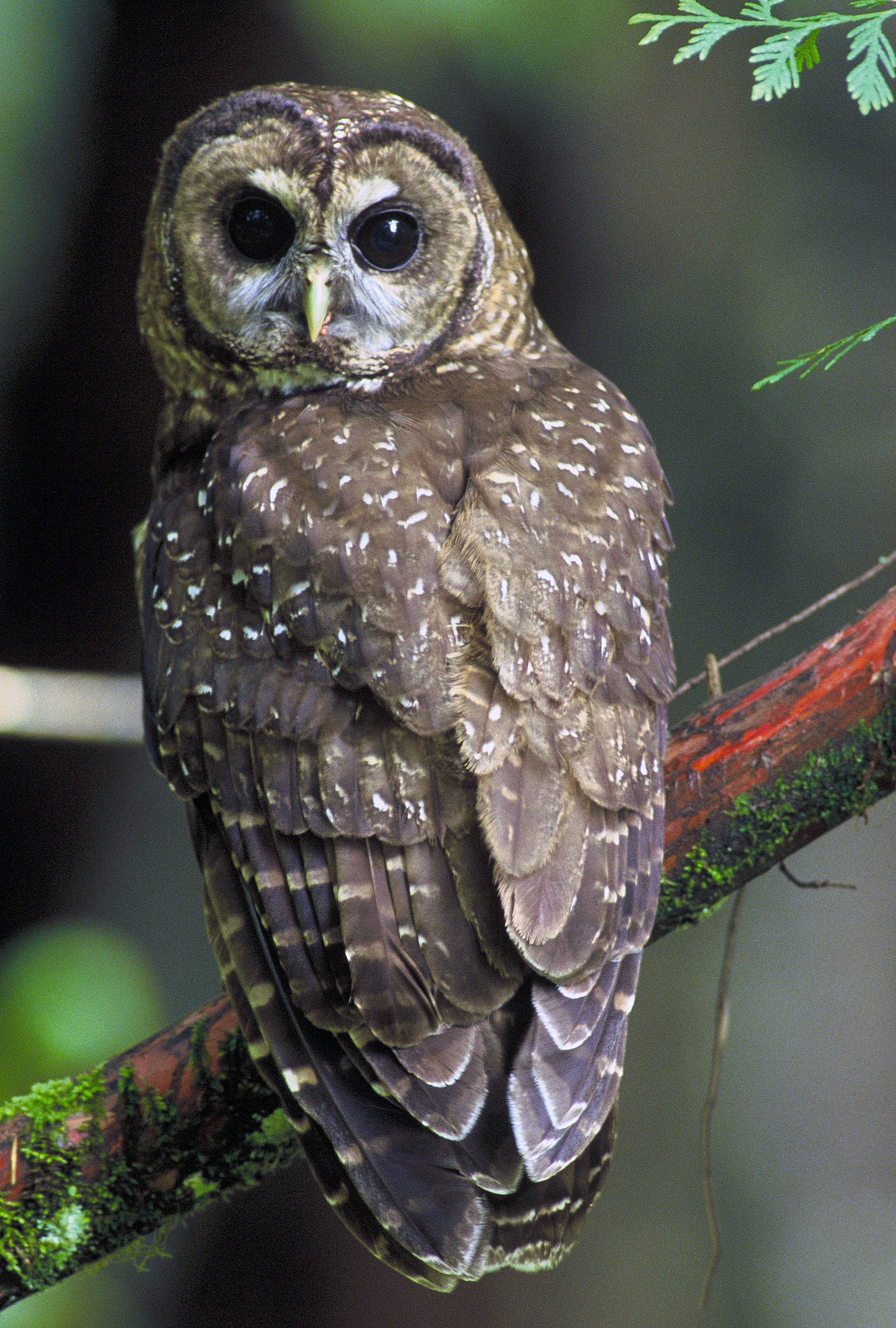
Northern Spotted Owl.USFWS-thumb

## Distribución
El búho manchado puede encontrarse desde el suroeste de la Columbia Británica, pasando por el oeste de Washington y Oregón hasta la costa norte-central de California. 
También están presentes, aunque en poblaciones más pequeñas,  en las zonas montañosas de la costa y el sur de California, desde Monterrey hasta el norte de Baja California. En los Estados Unidos, el búho manchado mexicano se da en poblaciones separadas en sierras y cañones de Utah, Colorado, Arizona, Nuevo México, y el extremo oeste de Texas. En México se extiende desde Sonora, Chihuahua, Nuevo León y Coahuila, a través de la Sierra Madre Occidental y la Sierra Madre Oriental hasta el sur de Michoacán. 

### Hábitat
El tiempo también puede influir en la selección del hábitat del búho moteado. En el Parque nacional Saguaro, la temperatura promedio durante el día es más fría que la temperatura ambiente circundante. En el norte de Arizona, los sitios de anidación las temperaturas eran un poco más bajas. En lugares con una mayor humedad se encontraron mayores grupos de estas aves, mientras que en lugares donde la humedad era más baja eran muy pocos los búhos manchados.
esto puede deberse a diversos factores como por ejemplo los animales que son alimento de estas aves y que dependen a su vez del clima y las condiciones ambientales.

## Migración
Aunque generalmente los búhos manchados no son migratorios, algunas personas, aseguran haberlos visto migrar distancias cortas (menos 50 km) entre el invierno y épocas de reproducción. 
En los casos en los que los búhos manchados migran, abandonan sus lugares de cría de octubre a diciembre y regresan durante los meses de febrero hasta mediados de abril. 
Requiere de zonas de descanso pues sus migraciones son muy largas, en estas zonas se queda periodos cortos de tiempo, sin embargo son de gran importancia para que su trayecto pueda ser cubierto en su totalidad.

## Alimentación
Los Búhos manchados son nocturnos, y se caracterizan por ser depredadores que esperan pacientemente a sus presas. A menudo cazan desde los árboles saltando y abalanzándose sobre sus presas. Aunque es raro, algunas veces cazan de día.
Aunque la dieta búhos manchados varía con su localización, la mayoría consiste típicamente en especies de mamíferos, incluyendo ardillas voladoras, ratas de campo, etc. La dieta más común de aquellos búhos que habitan el sur de Estados Unidos se basa en su mayoría por ardillas mientras que aquellos búhos que se encuentran en el norte mexicano suele ser de ratas de campo.
Otras fuentes de alimento pueden ser otras especies de búho más pequeñas, insectos, pájaros y en ocasiones lagartos.

## Conservación
El búho manchado es una especie en peligro de extinción, en los últimos años se ha incrementado su declive hasta en un 50%. Se espera que se extinga de Canadá en los próximos años y se cuenta con solo 30 parejas reproductivas en California.
En 2008, se destinaron 35000 km cuadrados para su conservación, sin embargo los esfuerzos siguen siendo en vano.

### En peligro
Las razones son muchas, sin embargo las principales son las mismas a la mayoría de los animales que corren este riesgo, la caza excesiva y el daño a su hábitat. Es importante recordar que su hábitat no solo es el lugar en el que vive y se encuentra esta ave la mayor parte del tiempo, puesto que es un ave migratoria requiere de zonas de descanso en las que pasa poco tiempo pero en donde debe buscar refugio y alimento, si estas zonas se destruyen el búho manchado no puede migrar de México a Estados Unidos y va desapareciendo de ciertas áreas, y al mismo tiempo debe enfrentarse a los cambios climáticos y de temperatura al quedarse en una zona en la que no debía estar en ciertos periodos del año.

### Consecuencias
Si desaparecieran estas aves, podría ocasionarse un incremento descontrolado en algunas de las especies que son alimento de los búhos manchados y que a su vez le causarían daños al entorno afectando a otras especies.